# سیبنیتسا، رکوواتس
سیبنیتسا (به صربی: Sibnica) یک روستا در صربستان است که در Rekovac واقع شده‌است.
 سیبنیتسا  ۲۳۴ نفر جمعیت دارد و ۳۵۵ متر بالاتر از سطح دریا واقع شده‌است.